# Ilves Tampere 2017

## Stagione
Nella stagione 2017 l'Ilves ha disputato la Veikkausliiga, massima serie del campionato finlandese di calcio, terminando il torneo al terzo posto con 56 punti conquistati in 33 giornate, frutto di 15 vittorie, 11 pareggi e 7 sconfitte, venendo così ammesso al primo turno preliminare della UEFA Europa League 2018-2019. In Suomen Cup è sceso in campo a partire dal sesto turno, ha vinto il girone E a punteggio pieno, ha superato il KPV nei quarti di finale, ma è stato eliminato in semifinale dall'HJK.

## Organico

### Rosa
| N. |                      | Ruolo | Calciatore          |
| -- | -------------------- | ----- | ------------------- |
| 1  | Finlandia (bandiera) | P     | Mika Hilander       |
| 2  | Finlandia (bandiera) | D     | Antti Hynynen       |
| 4  | Finlandia (bandiera) | D     | Felipe Aspegren     |
| 5  | Finlandia (bandiera) | D     | Jani Tanska         |
| 6  | Ghana (bandiera)     | C     | Reuben Ayarna       |
| 7  | Finlandia (bandiera) | C     | Marco Matrone       |
| 8  | Finlandia (bandiera) | C     | Iiro Järvinen       |
| 9  | Finlandia (bandiera) | A     | Youness Rahimi      |
| 10 | Senegal (bandiera)   | C     | Emile Paul Tendeng  |
| 11 | Camerun (bandiera)   | A     | Ariel Ngueukam      |
| 12 | Finlandia (bandiera) | P     | Johannes Luukkanen  |
| 14 | Finlandia (bandiera) | C     | Tuure Siira         |
| 15 | Finlandia (bandiera) | C     | Lauri Ala-Myllymäki |

| N. |                      | Ruolo | Calciatore         |
| -- | -------------------- | ----- | ------------------ |
| 16 | Finlandia (bandiera) | D     | Tatu Miettunen     |
| 17 | Finlandia (bandiera) | D     | Teemu Penninkangas |
| 18 | Finlandia (bandiera) | A     | Aleksis Lehtonen   |
| 19 | Finlandia (bandiera) | C     | Jaakko Juuti       |
| 20 | Finlandia (bandiera) | C     | Eero Tamminen      |
| 22 | Finlandia (bandiera) | D     | Tariq Kazi         |
| 23 | Nigeria (bandiera)   | A     | Jude Nworuh        |
| 25 | Finlandia (bandiera) | D     | Antti Koskinen     |
| 26 | Finlandia (bandiera) | A     | Antto Hilska       |
| 27 | Finlandia (bandiera) | D     | Martti Haukioja    |
| 26 | Finlandia (bandiera) | C     | Santeri Haarala    |
| 30 | Ghana (bandiera)     | C     | Thomas Agyiri      |
| 32 | Finlandia (bandiera) | P     | Antti Kuusinen     |

## Statistiche

### Statistiche di squadra
| Competizione  | Punti | In casa | In casa | In casa | In casa | In casa | In casa | In trasferta | In trasferta | In trasferta | In trasferta | In trasferta | In trasferta | Totale | Totale | Totale | Totale | Totale | Totale | DR  |
| Competizione  | Punti | G       | V       | N       | P       | Gf      | Gs      | G            | V            | N            | P            | Gf           | Gs           | G      | V      | N      | P      | Gf     | Gs     | DR  |
| ------------- | ----- | ------- | ------- | ------- | ------- | ------- | ------- | ------------ | ------------ | ------------ | ------------ | ------------ | ------------ | ------ | ------ | ------ | ------ | ------ | ------ | --- |
| Veikkausliiga | 56    | 17      | 10      | 3       | 4       | 25      | 22      | 16           | 5            | 8            | 3            | 14           | 13           | 33     | 15     | 11     | 7      | 39     | 35     | +4  |
| Suomen Cup    | -     | 5       | 4       | 0       | 1       | 13      | 5       | 2            | 2            | 0            | 0            | 3            | 0            | 7      | 6      | 0      | 1      | 16     | 5      | +11 |
| Totale        | -     | 22      | 14      | 3       | 5       | 38      | 27      | 18           | 7            | 8            | 3            | 17           | 13           | 40     | 21     | 11     | 8      | 55     | 40     | +15 |